# Desa Mandalasari (administrativ by i Indonesien, Jawa Barat, lat -7,07, long 107,86)
Desa Mandalasari är en administrativ by i Indonesien.   Den ligger i provinsen Jawa Barat, i den västra delen av landet, 150 km sydost om huvudstaden Jakarta.